# Aéroport de Makhatchkala
L'aéroport Ouïtach de Makhatchkala (russe : Аэропорт Махачкала Уйташ) (code IATA : MCX • code OACI : URML) est un aéroport civil situé à proximité des villes de Makhatchkala et de Kaspiisk.
Il porte le nom de Soultan Amet-Khan, pilote de chasse de la Seconde Guerre mondiale, deux fois Héros de l'Union soviétique.

## Historique
Le 29 octobre 2023, il subit l'intrusion violente de nombreux manifestants propalestiniens conduisant à l'intervention des forces de l'ordre et de la garde nationale russe. Il doit rester fermé jusqu'au 6 novembre.

## Statistiques
Le graphique qui aurait dû être présenté ici ne peut pas être affiché car il utilise l'ancienne extension Graph, désactivée pour des questions de sécurité. Des indications pour créer un nouveau graphique avec la nouvelle extension Chart sont disponibles ici.

Voir la requête brute et les sources sur Wikidata.

## Situation
| \| 50 km1:1 791 000 \| Koursk Abakan Anapa Pskov Arkhangelsk Astrakhan Barnaoul Belgorod Blagoveshchensk Bratsk Grozny Guelendjik Iakoutsk Iékaterinbourg Ijevsk Ioujno-Sakhalinsk Irkoutsk Kaliningrad Kazan Kemerovo Khabarovsk Khanty-Mansiïsk Krasnodar Krasnoïarsk Magadan Magnitogorsk Makhachkala Mineralnye Vody Mirny Moscou · SVO Moscou · DME Moscou-VKO Mourmansk Narian-Mar Nijnekamsk Nijnevartovsk Nijni Novgorod Noïabrsk Alykel Novokouznetsk Novossibirsk Novy Ourengoï Omsk Orenbourg Oufa Oulan-Oude Oulianovsk Perm Petropavlovsk-Kamtchatski Rostov · sur-le-Don Sabetta Saint-Pétersbourg Salekhard Samara Saratov Simferopol Sotchi Sourgout Stavropol Kyzyl Syktyvkar Tcheliabinsk Tchita Tioumen Tomsk Vladivostok Volgograd Voronej |
| 50 km1:1 791 000 |

| 50 km1:1 791 000 |

|  |  | v · d · m |

## Compagnies aériennes et destinations
| Compagnies                 | Destinations |
| -------------------------- | --- |
| Aeroflot opéré par Rossiya | Moscou-Vnoukovo |
| AtlasGlobal                | Istanbul |
| Azimuth                    | Krasnodar-Pashkovsky, Rostov-sur-le-Don/Platov                                                                                                 |
| flydubai                   | Dubaï |
| NordStar Airlines          | Moscou-Domodédovo |
| Pobeda                     | Moscou-Vnoukovo, Saint-Pétersbourg-Poulkovo, Sourgout                                                                                          |
| Red Wings Airlines         | Moscou-Domodédovo |
| SCAT Airlines              | Aktaou |
| Utair                      | Moscou-Vnoukovo, Mineralniye Vody, Rostov-sur-le-Don/Platov En saison : Sourgout Hajj: Djeddah - Roi-Abdelaziz, Médine-Prince M. Bin Abdulaziz |

Édité le 09/02/2018

## Accidents et incidents
- Le 15 janvier 2009, 4 personnes sont mortes lors de deux collisions d'Iliouchine Il-76 et ont pris feu.
- Le 4 décembre 2010, le vol 372 de South East Airlines, un Tupolev Tu-154 avec 160 passagers et 8 membres de l'équipage en route vers Makhatchkala, a crashé à l'atterrissage sur l'aéroport de Moscou-Domodedovo en raison d'un défaut moteur. Deux des 160 passagers sont morts.
- Le 29 octobre 2023, dans le contexte de la guerre à Gaza et de troubles antisémites dans le Caucase du Nord (en), des manifestants pro-Palestine ont pris d'assaut le tarmac à l'arrivée d'un vol de Red Wings Airlines en provenance de Tel Aviv (Israël), criant des slogans antisémites (en), vérifiant les passeports des personnes sortantes de l'aéroport pour trouver des citoyens israéliens, et tentant de monter à bord de l'avion[8].